# Ewa Rzadkowska
 (novembre 2015).
Si vous disposez d'ouvrages ou d'articles de référence ou si vous connaissez des sites web de qualité traitant du thème abordé ici, merci de compléter l'article en donnant les références utiles à sa vérifiabilité et en les liant à la section « Notes et références ».
Ewa Rzadkowska, née le 24 mai 1913 à Niechcice (pl) près de Piotrków Trybunalski et morte le 14 avril 2009 à Varsovie, est une historienne de la littérature française et une traductrice. Dans ses recherches, elle s’occupait de l’époque du siècle des Lumières. Elle a traduit des livres principaux de Jean-Jacques Rousseau et elle a écrit plusieurs critiques sur son œuvre.